# Matt Hatter történetei
A Matt Hatter történetei vagy Matt Hatter krónikák (eredeti cím: Matt Hatter Chronicles) kanadai–angol televíziós 3D-s számítógépes animációs sorozat, amelyet David Baas és Jeffrey Robb rendezett. Kanadában a Teletoon vetítette, az Egyesült Királyságban az ITV sugározta, Magyarországon pedig a KidsCo és a Megamax adta.

## Ismertető
Matt Hatter, a Multiverzum védelmezője, aki az utolsó Hatter hős. Matt Hatter egy kisfiú, aki nem egy hétköznapi gyermek. Matt Hatter a családjával The Coronet moziba költözik, és szeme előtt egy új dimenzió nyílik meg. Matt Hatter felfedezi a Multiuniverzumot, ahol páratlan kalandokra számíthat. A filmek és mítoszok valamint a legendák legfőbb gonoszai és szörnyei elmenekültek egy pillanatig egy nem ismert dimenzióba, amely a Multiverzum, és itt hatalmas rombolást tesznek Lord Tenoroc uralma alatt. Matt Hatternek van egy multivíziós szemüvege, amely segít neki, hogy képes legyen elutazni erre a helyre, a Multiverzumba. Közben már ezen a helyen Gomez és Roxie, az őr és a nyomkereső a szupergonoszokkal szemben küzdenek, és Matt Hatter elveszett nagyapját próbálják megkeresni. Matt Hatter lett az utolsó Hatter hős és az Multiverzum védelmezője is.

## Szereplők
- Matt Hatter (Baráth István) – A történet főhőse, aki az utolsó Hatter hős, és a Multiuniverzum védelmezője.
- Tenoroc (Ősi Ildikó) – Matt Hatter ellensége, aki meg akarja állítani Mattet.
- Crow – A kis dinó, aki Teneroc kis kedvence.
- Gomez – Mattnek és Roxienak a barátja.
- Roxie – Matt Hatter lánybarátja és segítőtársa.
- További magyar hangok: Joó Gábor, Bognár Tamás, Szokol Péter, Csuha Lajos

## Epizódok

### 1. évad
1. A multiverzum lovagjai (Knights of the Multiverse)
2. Skorpiótól a szúrása (Sting of Scorpiotron)
3. A fekete holló koponyája (Skull of the Black Rowen)
4. A múmia feltámadása (The Pise of the Mummy)
5. A homokharcos (The Sand Warrior)
6. Doktor köbület (Doc Fossil)
7. Rémségek kicsiny szelencéje (Little Box of Horros)
8. A minotaurusz labirintusa (The Maze of the Minotaur)
9. Az elveszett csontkulcs (The Lost Skeleton Key)
10. Dilis dzsinn (Twisted Genie)
11. A főnix ébredése (The Phoenix Rising)
12. A medúza és a kőhadsereg (Medusa and the Stone Army)
13. A végzett kamrája (Chamber Of Doom)

### 2. évad
1. A vérfarkaskirály (Werewolf King)
2. A kristálykirályság átka (The Curse of the Crystal Kingdom)
3. Villámkapitány (Lightning Captain)
4. A sötét varázsló (The Dark Sorcerer)
5. A kobrakirály elveszett kincsének fosztogatói (Raider of the Lost Tomb)
6. A boszorkány repülése (Flight of the Witch)
7. Halloween (Trick or Treat)
8. Dupla baj (Double Trouble)
9. Napfogyatkozás (Solar Eclipse)
10. A vámpír szíve (Heart of a Vampire)
11. Szörny a sötét lagúnából (Monster from the Dark Lagoon)
12. A rémület éjszakája (Night of the Living Dream)
13. Az alakváltó visszatérése (Return of the Shape Shifter)

### 3. évad
1. A sejtrobbantó újraindítása (Cell Blaster Reboot)
2. A páncélterem elrablása (Villain Vault Escape)
3. Jurassic város (Jurassic City)
4. Szövetség a gonosszal (Alliance of Evil)
5. Az arany nyíl repülése (Flight of the Golden Arrow)
6. Vissza a jövőbe (Return to the Future)
7. A pusztulás köve (The Doom Stone)
8. A harcosok kódexe (The Warrior's Code)
9. A rettegés erdeje (Forest of Fears)
10. A villám mindig kétszer csap (Lightning Strikes Twice)
11. A tigris szeme (The Tiger's Eye)
12. Zsugorító gáz (Shrinking Gas)
13. A birodalmak kulcsa (The Key of Realms)

### 4. évad
1. A végzett szárnyai (On Wings of Doom)
2. Az őrzők barlangja (Cave of the Keepers)
3. Boldog visszatérések (Many Happy Returns)
4. Minden gonosz gyökere (The Root of all Evil)
5. Szuper bűnöző leszámolás (Super Villain Showdown)
6. A Chaos harangjátéka (The Chimes of Chaos)
7. Zsinórok nélkül (No Strings Attached)
8. Jégsivatag (Desert of Ice)
9. Kísértet a krónikákban (Ghost in the Chronicles)
10. Vadászat a borostyánsárkányra (Hunt of the Amber Dragon)
11. A boszorkány visszatér (Return of the Witch)
12. A mindent látó szem (The all Seeing Eye)
13. A káosz érme (The Chaos Coin)